# Canton de Genis
Le canton de Genis est un ancien canton français du département de la Dordogne. Il faisait partie du district d'Excideuil et avait pour chef-lieu Genis.

## Histoire
Créées en 1790 sous la Révolution en même temps que les départements, les communes du canton de Genis ont d'abord fait partie du département de la Corrèze. 
Créé par décret du 23 août 1793, le canton de Genis dépend du district d'Excideuil dans le département de la Dordogne jusqu'en 1795, date de suppression des districts.
Lorsque ce canton est supprimé par la loi du 8 pluviôse an IX (28 janvier 1801)  portant sur la « réduction du nombre de justices de paix », ses communes sont transférées soit vers le canton d'Excideuil (Genis, Saint Mesmin, Saint Trie et Salagnac), soit vers le canton de Hautefort (Boisseuilh et Cubas), deux cantons rattachés à l'arrondissement de Périgueux.

## Composition
- Boisseuilh [3],
- Cubas[4],
- Genis[2],
- Saint Mesmin[5],
- Saint Trie[6],
- Salagnac[7].